# 예지 (2000년)
예지(본명: 황예지, 본명 한자: 黃禮志, 2000년 5월 26일~)은 대한민국의 가수로, 걸 그룹 ITZY의 리더이다. 

## 학력
- 전주화산초등학교 (졸업)
- 전주근영중학교 (졸업)
- 전주상업정보고등학교 (졸업)

## 생애
2000년 전주시 완산구 중화산동에서 2녀 중 막내로 태어났다.
2016년 1월에 JYP 오디션을 통해 연습생으로 입사했다. 오디션 당시 트와이스의 노래 '우아하게'의 안무를 춰서 합격했다고 한다.
2017년 엠넷에서 방송된 스트레이 키즈 1회에서 JYP A&R팀이 직접 기획한 여자 2팀 소속으로 출연했다. 2018년 12월에는 SBS 서바이벌 예능 더 팬에 연습생 신분으로 출연해 3라운드까지 진출했다.
이후 ITZY 데뷔 티저를 통해 공개됐으며, 2019년 2월 걸그룹 ITZY로 데뷔하여 그룹의 리더를 맡고 있다.

## 음반 목록

### EP
- AIR (2025)

## 음반 외 활동

### 방송
| 연도   | 방송사 | 제목                                    | 기간            | 비고                        |
| ------ | ------ | --------------------------------------- | --------------- | --------------------------- |
| 2019년 | Mnet   | 《엠카운트다운》                        | 2월 28일        | 글로벌 MC                   |
| 2019년 | MBC    | 《2019 추석특집 아이돌스타 선수권대회》 | 9월 12일, 13일  | 투구 종목 출전 (은메달,MVP) |
| 2019년 | MBC    | 《쇼! 음악중심》                        | 10월 19일       | 스페셜 MC                   |
| 2020년 | MBC    | 《2020 설특집 아이돌스타 선수권대회》   | 1월 24일 ~ 27일 | 투구 종목 출전 (은메달)     |
| 2021년 | MBC    | 《쇼! 음악중심》                        | 2월 25일        | 스페셜 MC                   |
| 2021년 | MBC    | 《쇼! 음악중심》                        | 5월 1일         | 스페셜 MC                   |
| 2022년 | JTBC   | 《아는 형님》                           | 8월 6일 344회   | 게스트                      |
| 2024년 | 유튜브 | 《덱스의 냉터뷰》                       | 1월 11일 16회   | 게스트                      |
| 2024년 | 유튜브 | 《감별사》                              | 11월 16일 18회  | 게스트                      |